# Tuněchody
Tuněchody jsou obec v okrese Chrudim v Pardubickém kraji. Žije v ní 618 obyvatel.

## Historie
Archeologické nálezy dokládají, že okolí Tuněchod bylo osídleno již v pravěku. Bylo zde objeveno sídliště kultury s lineární keramikou.
První písemná zmínka o obci pochází z roku 1349, kdy byla uvedena pod názvem Tunochod. Roku 1371 se připomíná Johannes de Tuniechod a v roce 1474 ves vlastnil Diviš z Poběžovic a na Tuněchodech. Roku 1578 vesnici koupil Jaroslav Trčka z Lípy na Větrném Jeníkově a připojil ji k ledečskému panství.
K obci patří sídelní útvary Cihelna, Valachovna, Rozvodna, Habrov a Kalousov.

## Obyvatelstvo
| Rok            | 1869 | 1880 | 1890 | 1900 | 1910 | 1921 | 1930 | 1950 | 1961 | 1970 | 1980 | 1991 | 2001 | 2011 | 2021 |
| -------------- | ---- | ---- | ---- | ---- | ---- | ---- | ---- | ---- | ---- | ---- | ---- | ---- | ---- | ---- | ---- |
| Počet obyvatel | 683  | 747  | 712  | 830  | 822  | 781  | 774  | 724  | 674  | 661  | 621  | 591  | 569  | 592  | 614  |
| Počet domů     | 84   | 85   | 89   | 97   | 101  | 104  | 124  | 138  | 143  | 153  | 157  | 175  | 181  | 179  | 204  |

## Obecní správa

### Obecní symboly
Znak a vlajka byly obci uděleny rozhodnutím předsedkyně Poslanecké sněmovny Parlamentu České republiky dne 12. července 2023.

## Pamětihodnosti
- Archeologické naleziště na vrchu Habrov, na kterém ve 14. a 15. století stávala tvrz
- Kostel Stětí svatého Jana Křtitele z roku 1350
- Několik starých domů ze 17. a 18. století
- Pomník padlým v první světové válce
- Budova obecné školy z roku 1931
- Sokolovna z roku 1958

## Galerie

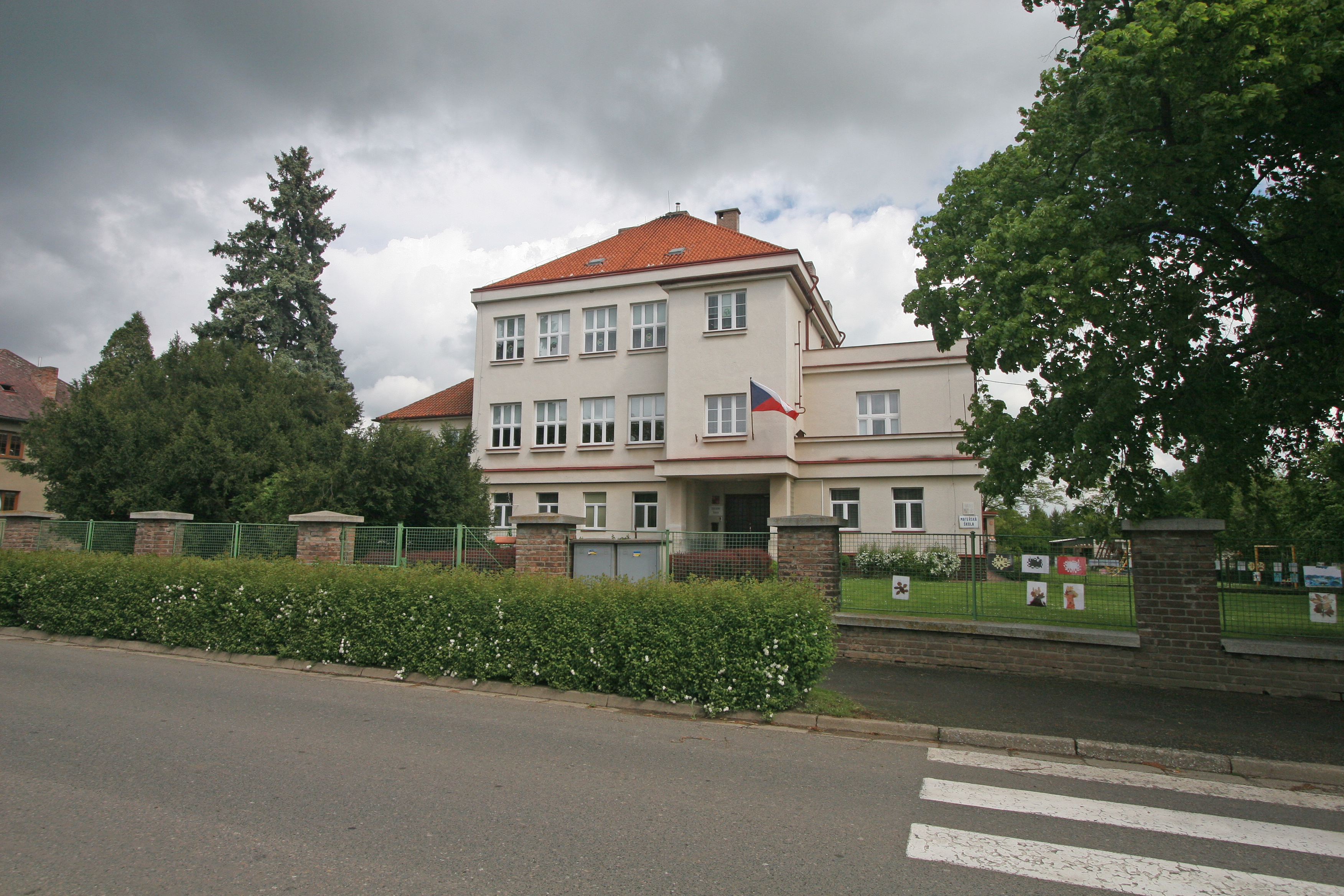
Škola
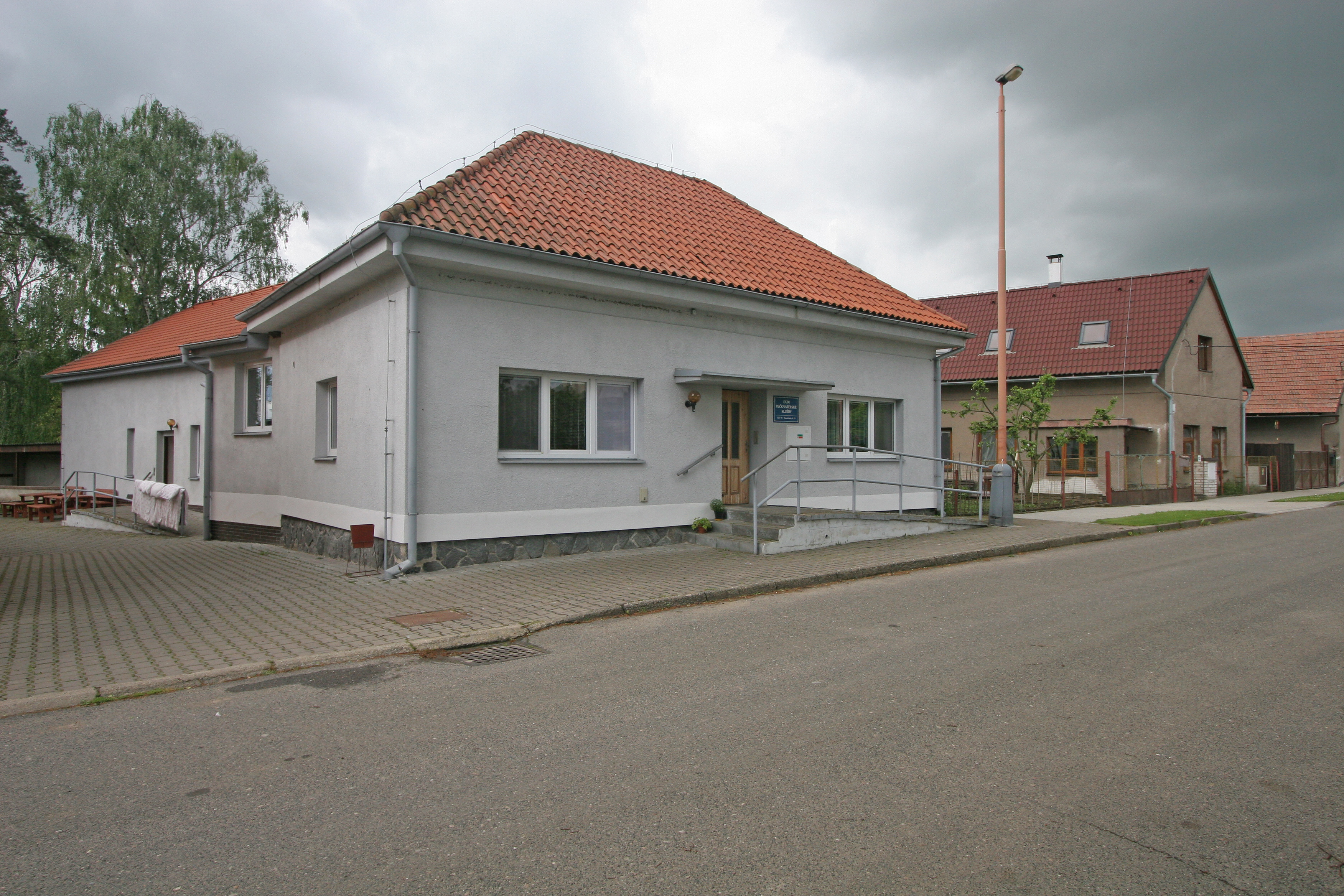
Pečovatelský dům
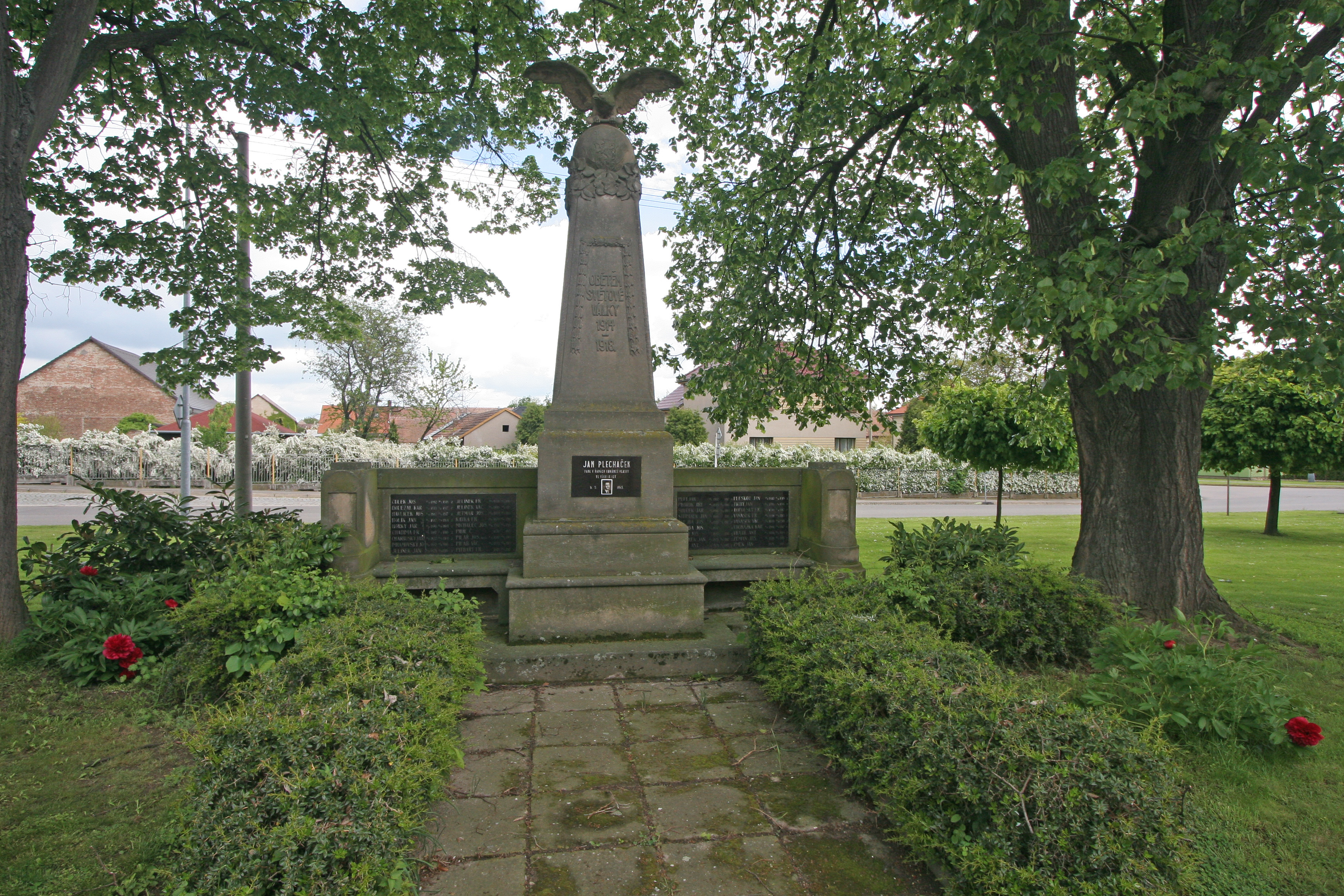
Pomník padlým